# Uromyces
Uromyces è un genere di funghi basidiomiceti. Contiene molte specie parassite di piante.

## Specie principali
- Uromyces beticola
- Uromyces ciceris-arietini
- Uromyces ervi
- Uromyces fabae
- Uromyces geranii
- Uromyces gladioli
- Uromyces lilii
- Uromyces pisi
- Uromyces phaseoli